# Mercedes Giuffré
Mercedes Giuffré (Argentina, 1972) es una escritora argentina de novela negra, conocida mayormente por su saga de novelas policiales históricas ambientadas durante las Invasiones Inglesas en el Virreinato del Río de la Plata, protagonizadas por Samuel Redhead, un médico investigador mitad español, mitad británico llegado al virreinato poco antes de la primera invasión.

## Biografía
Nació en Buenos Aires, el  27 de mayo de 1972,  estudió la carrera de Letras (USAL) y se recibió como magíster en Literaturas Española y Latinoamericana (UBA). Además de la escritura, se desempeña como docente e investigadora. Sus publicaciones académicas abarcan, en su mayoría, temas relacionados con la memoria histórica, la novela histórica, el testimonio y la narrativa policial. Giuffré ha participado también en varias ediciones del festival literario Buenos Aires Negra.

## Obras
Novela
- Deuda de sangre, (Suma de letras, 2008)
- El peso de la verdad, (Suma de letras, 2010)
- El carro de la muerte, (Suma de letras, 2011)
- Almas en pena, (Suma de letras, 2017)
- Los olvidados (Vestales, 2021)
- La asonada (Vestales, 2023)

Biografía
- Catalina la Grande (RBA, 2020)

- María Teresa de Austria (RBA, 2020)

- Margarita de Anjou (RBA, 2021)

Ensayo
- Las voces del Olvido. Relatos concentracionarios del exilio republicano español en África del Norte (1939 - 1945) (2020)
- En busca de una identidad (La Novela Histórica en Argentina) (2004)
- Un pionero escocés (2004)

Relato
- Lo único irremediable  (2003)
- La piel de la serpiente (incluido en la antología Doce Relatos Oscuros, Buenos Aires, Editorial Punto de Encuentro, colección Código Negro n° 12, 2014).
- Cabecitas adoradas que mienten amor (cuento incluido en la antología Los Bárbaros Noir, Los Bárbaros, Nueva York, 2018).